# Rapina
La rapina, du latin rapio (« saisir, emporter »), est en droit romain un type de délit privé qui désigne un vol avec violence.